# Shahrestān-e Gīlān-e Gharb
Shahrestān-e Gīlān-e Gharb (persiska: شهرستان گيلان غرب, گيلان غرب, گيلانغرب) är en delprovins (shahrestan) i Iran.   Den ligger i provinsen Kermanshah, i den västra delen av landet, 500 km väster om huvudstaden Teheran.
Delprovinsen hade 57 007 invånare 2016.